# Demokratické primárky voleb prezidenta USA 2016
Demokratické primárky voleb prezidenta USA 2016 se konaly v padesáti unijních státech, Kolumbijském distriktu a amerických teritoriích, včetně možnosti účasti amerických občanů žijících v zahraničí. Probíhaly od 1. února do 14. června 2016 před celonárodním stranickým sjezdem – konventem, jenž se uskutečnil mezi 25.–28. červencem 2016 ve Filadelfii. Občané v nich vybrali 4 051 tzv. zavázaných delegátů, kteří na konventu spolu se 719 tzv. superdelegáty (se 715 hlasy) zvolili kandidáta Demokratické strany pro všeobecné prezidentské volby v listopadu 2016. Tradičně uplatňovaly formu tzv. primárek, tj. primárních voleb nebo tzv. kaukusů, tj. stranických schůzí občanů. Konvent také schválil kandidáta na úřad viceprezidenta.
Úřadující prezident Barack Obama již nebyl způsobilý kandidovat potřetí v důsledku omezení ze strany XXII. dodatku Ústavy, který stanovil, že každý prezident může úřad vykonávat nejvýše dvě volební období. Vítězný kandidát vzešlý z demokratického nominačního procesu se utká v prezidentské volbě s kandidátem Republikánské strany, spolu s nominanty dalších politických subjektů.
V Iowě Hillary Clintonová porazila Bernieho Sanderse nejtěsnějším rozdílem v historii konání stranických shromáždění. Martin O'Malley ukončil kampaň po iowském volebním shromáždění na počátku února 2016, když jako třetí v pořadí zaostával za zbylou dvojicí Clintonová a Sanders. Agentura Associated Press a stanice NBC News 6. června 2016 označily Clintonovou za předpokládanou kandidátku demokratů, když získala dostatečný počet zavázaných delegátů a superdelegátů s jistotou nominace na sjezdu. Bývalá ministryně zahraničí a senátorka se tak stala první ženou v historii Spojených států, které se podařilo docílit nominace ve velké politické straně. Oficiálně dosáhla většiny zavázaných delegátů 7. června po vítězných primárkách v Kalifornii a New Jersey. Prezident Barack Obama, viceprezident Joe Biden a senátorka Elizabeth Warrenová ji formálně vyjádřili podporu 9. června 2016.

## Pozadí

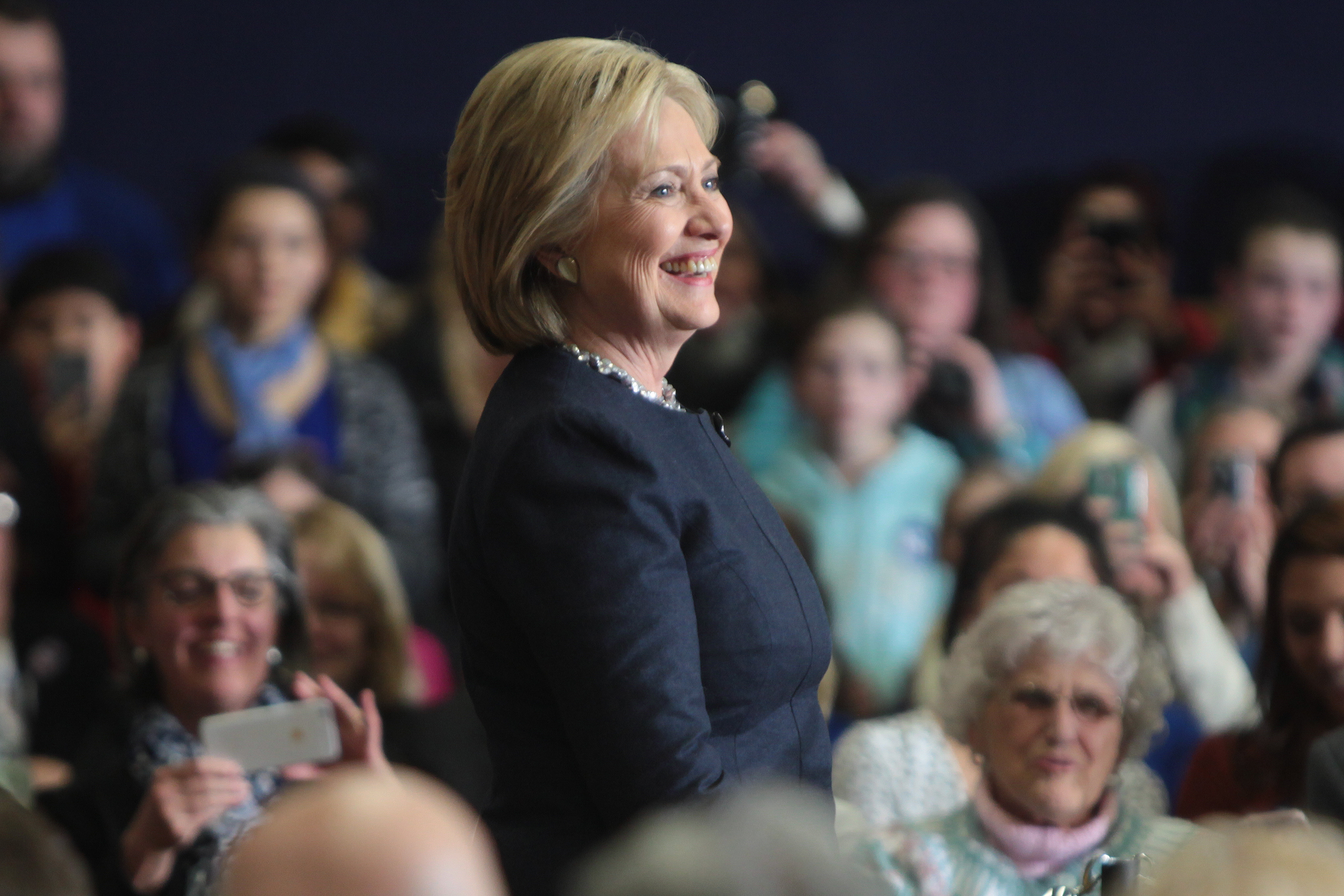
Hillary Clintonová řeční před primárkami na mítinku v newhampshirském Manchesteru, 9. ledna 2016

V týdnech následovaných po znovuzvolení amerického prezidenta Baracka Obamy z Demokratické strany v roce 2012, začala média spekulovat nad možnými kandidáty do demokratického nominačního procesu v následujícím volebním klání 2016. V centru zájmu se ocitly možné vyhlídky na úspěch tehdejší ministryně zahraničí Hillary Clintonové, která se následně podruhé rozhodla vstoupit do volebního soupeření o Bílý dům v roce 2016. V letech 2001–2009 zastávala úřad americké senátorky za stát New York a v období 1993–2001 byla první dámou z titulu manželky prezidenta Billa Clintona. Průzkum provedený v lednu 2013 médii Washington Post a ABC News ukázal, že se mezi Američany těšila výrazné popularitě. Výsledek vedl řadu komentátorů a pozorovatelů k předpokladu, že se tím zvýšily její šance na podání kandidatury, a že do nominačního závodu by mezi demokraty vstupovala z pozice lídra.

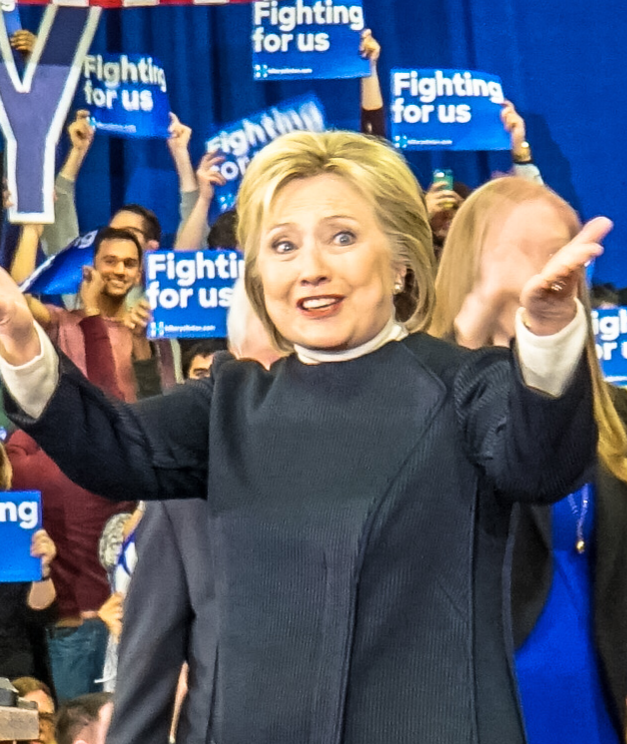
Clintonová v projevu ke svým příznivcům po primárkách v New Hampshire, v němž připustila porážku od Bernieho Sanderse

Clintonová počítala s odloženým zveřejněním kampaně, snad až na červenec 2015. Dne 3. dubna téhož roku bylo oznámeno, že si pronajala malou kancelář na adrese Pierrepont Plaza 1 v newyorském Brooklynu. Média spekulovala, že by se mohlo jednat o ústředí plánované volební kampaně. Zprávy z 10. dubna udávaly, že k oficiálnímu prohlášení by mělo dojít v neděli o dva dny později. Na rozdíl od zveřejnění kampaně v roce 2008, které se konalo na střední škole v Iowě za účasti tisícovky přihlížejících, se Clintonová rozhodla zahájit kampaň skrze videokanál YouTube 12. dubna 2015 v 15 hodin EDT, když v šotu oznámila: „Každý den potřebují Američané svého šampiona a já se jím chci stát.“ Navazující týden se vydala do Iowy a New Hampshire, prvních států figurujících na seznamu primárek a kaukusů. Vedoucím její volební kampaně byl jmenován John Podesta. Po republikánských senátorech Tedu Cruzovi a Randu Paulovi se stala třetí osobou objevující se v celonárodních průzkumech, jež oznámila kandidaturu. Den po jejím ohlášení vstoupil do boje republikánský senátor z Floridy Marco Rubio.
Z liberálně-levicového křídla strany přicházely výzvy po více progresivním kandidátovi, což mnozí v této frakci vnímali jako osobu pocházející ze stranických řídících struktur. Krátce na to začala být touto skupinou vyzývána k účasti v primárkách americká senátorka Elizabeth Warrenová, navzdory jejím opakovaným vyjádřením, že o takový krok nemá zájem. Hnutí MoveOn.org, zformované v reakci na Clintonův impeachment v roce 1998, oznámilo, že by jeho kampaň na podporu senátorčiny kandidatury „Run Warren Run“ měla být zastavena 8. června 2015. Newhampshirský člen štábu Kurt Ehrenberg se připojil k týmu Bernieho Sanderse a očekávalo se, že tak učiní většina dalších členů.

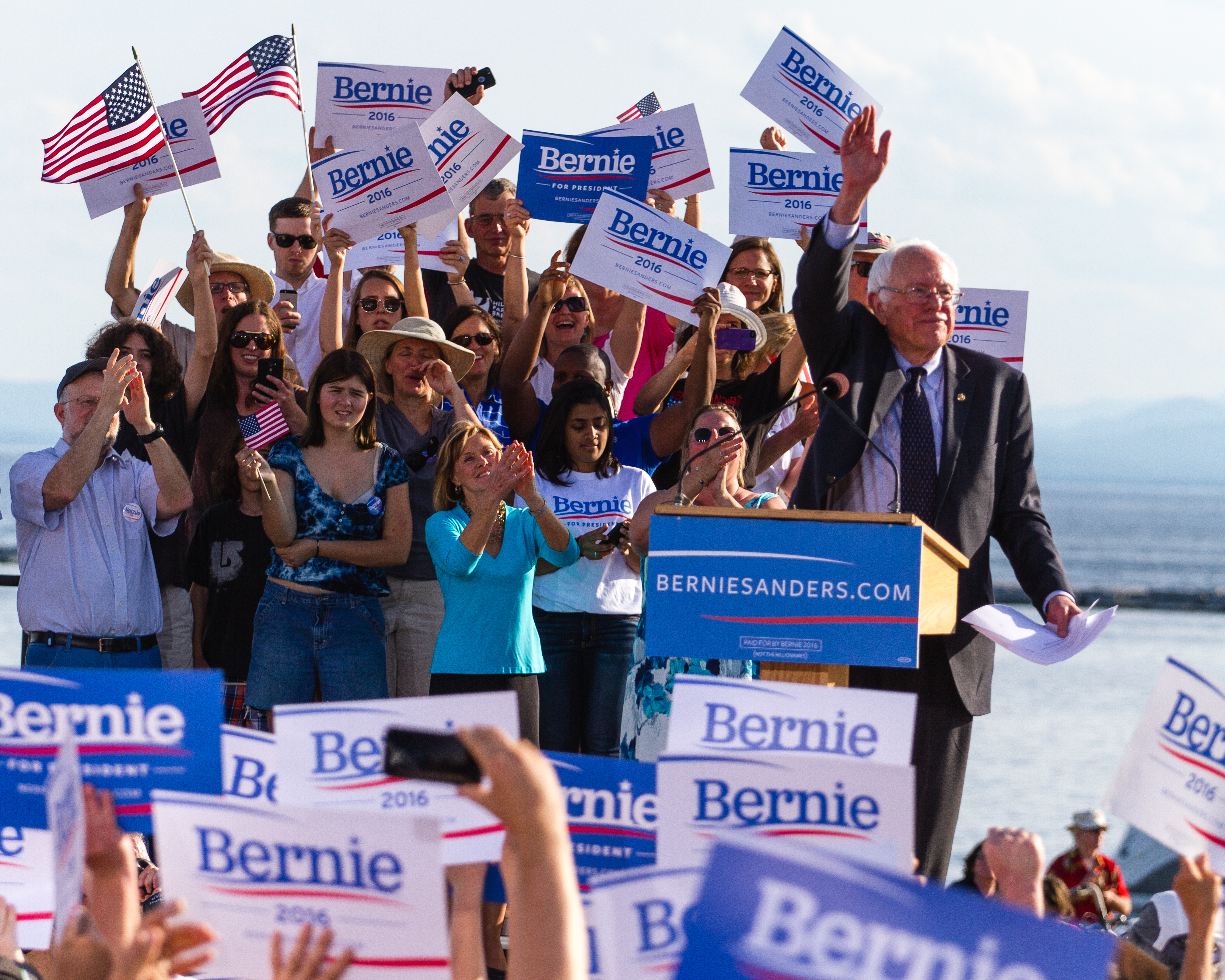
Bernie Sanders při zahájení kampaně ve vermontského Burlingtonu na sklonku května 2015

Historicky daná zvyklost, že se do prezidentského závodu zapojují také úřadující viceprezidenti, pokud již stávající hlava státu nemůže soutěžit, znamenala významné spekulace na adresu potenciální kandidatury úřadujícího viceprezidenta Joea Bidena. Ten se v minulosti neúspěšně ucházel o demokratickou prezidentskou nominaci v letech 1988 a 2008. Úvahy byly přiživovány vlastními Bidenovými prohlášeními, v nichž vyjadřoval zájem nad možným zapojením se do boje v roce 2016. Definitivní rozhodnutí pak oznámil 21. října 2015 v projevu z Růžové zahrady Bílého domu, kde po jeho boku stáli manželka Jill Tracy Bidenová s prezidentem Obamou, a v němž se vzdal záměru kandidovat.
Americký nezávislý senátor Bernie Sanders oficiálně vyhlásil prezidentskou kandidaturu 26. května 2015 ve vermontském Burlingtonu. Neoficiální oznámení učinil již 30. dubna téhož roku a spekulace o tomto kroku se objevovaly od roku 2014. Za potenciálního kandidáta byl označován minimálně od září 2014. V letech 1981–1989 zastával úřad starosty vermontského Burlingtonu, následně mezi roky 1991–2007 působil jako jediný kongresman ve Sněmovně reprezentantů za Vermont a od roku 2007 sloužil v pozici amerického senátora za tento stát, s uplynutím druhého šestiletého mandátu v lednu 2019. Představuje největšího rivala Hillary Clintonové v primárních volbách, když je podporován silnou kampaní na venkově a stoupenci na sociálních médiích.

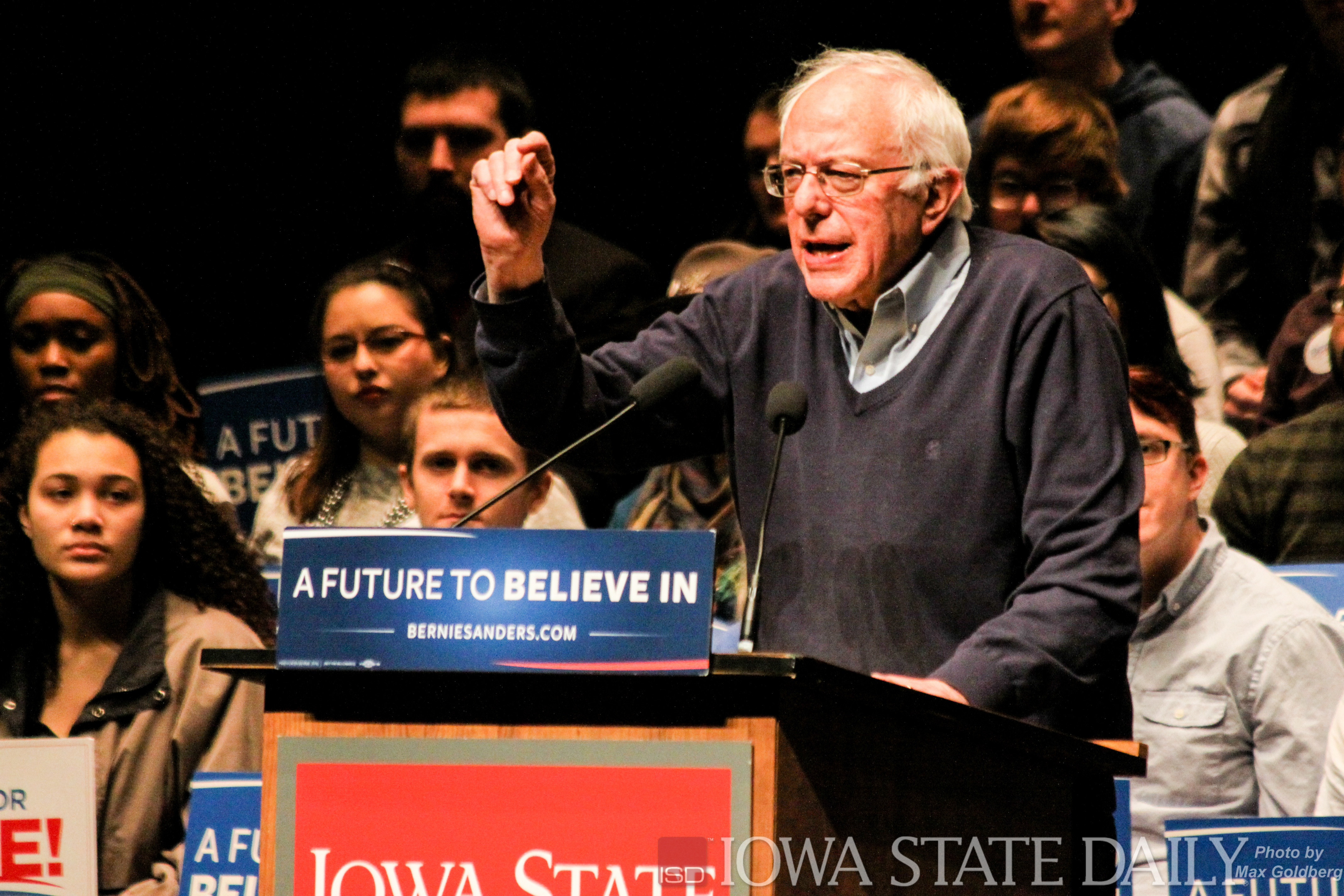
Sanders během mítinku na Iowské státní univerzitě, 25. ledna 2016

Sanders přitáhl velké zástupy lidí na své mítinky. Styl populistické a sociálně-demokratické politiky mu zajistil podporu voličů z dělnické vrstvy, především mladších čtyřiceti let. Centrem kampaně se podle jeho slov měla stát otázka nerovnosti příjmů a bohatství, která působila rozklad americké střední třídy. Deník The New York Times 30. září 2015 napsal, že za předchozí tři měsíce od příznivců shromáždil přes 26 milionu dolarů, čímž těsně zaostával za 28 miliony Hillary Clintonové. Jako prvnímu se mu však podařilo vybrat příspěvky od více než jednoho milionu osob.
Bývalý americký senátor, a v letech 1987–1988 ministr válečného námořnictva v Reaganově administrativě, Jim Webb oznámil v listopadu 2014 zřízení průzkumné komise (exploratory committee) – typu organizace zakládané především před primárkami –, pro přípravu možné kandidatury v demokratickém nominačním procesu. Webb se tak stal prvním důležitým uvažovaným kandidátem, jenž v rámci Demokratické strany učinil tento formální krok.

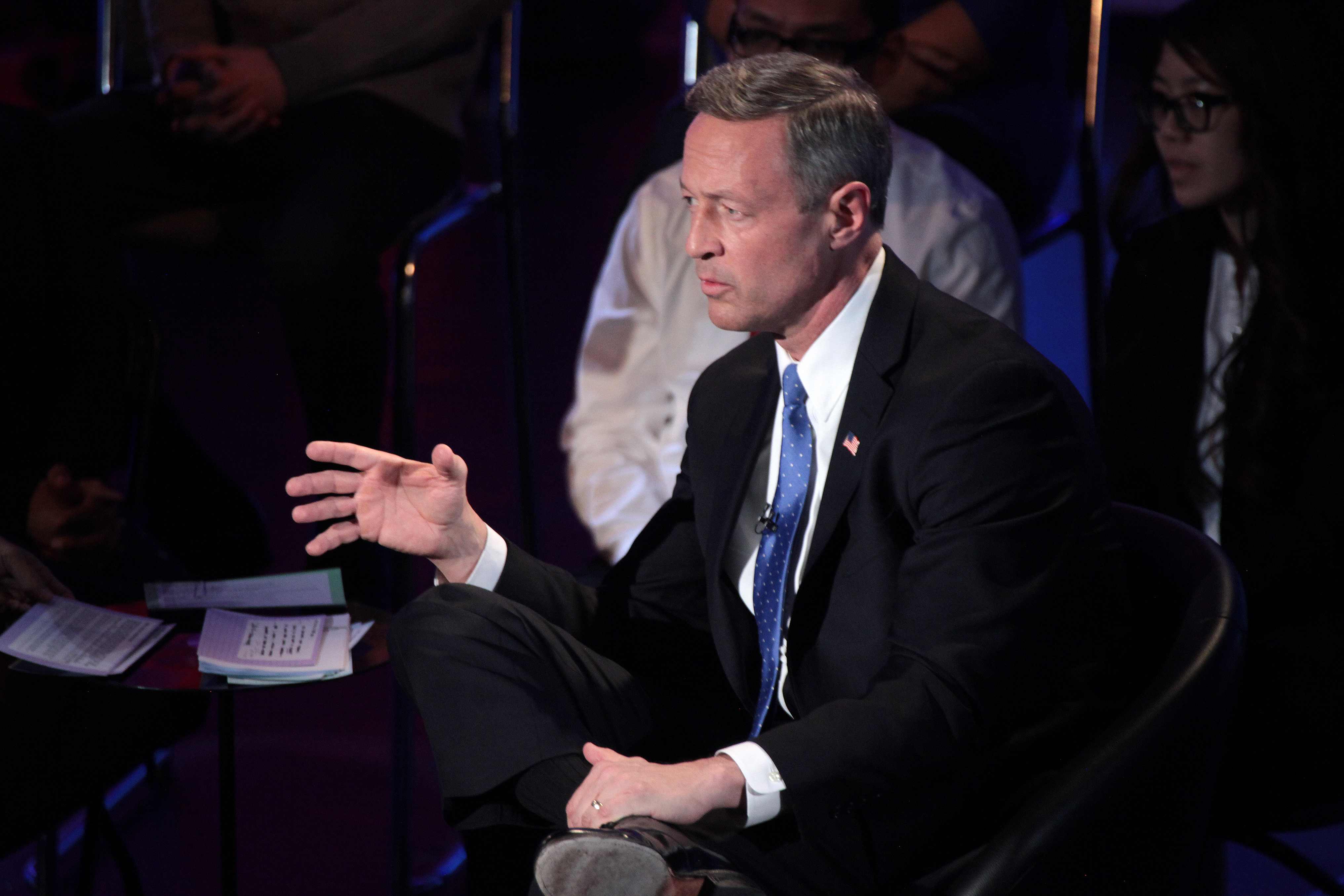
Bývalý marylandský guvernér Martin O'Malley na Drakeově univerzitě v iowské metropoli Des Moines, 11. ledna 2016

Bývalý marylandský guvernér a starosta Baltimoru Martin O'Malley provedl formální kroky k zahájení kampaně v lednu 2015, kdy najal osoby a také prodloužil stávající pracovní smlouvy politicky aktivnímu personálu, který pro něj pracoval předchozí rok v Iowě – tradičním zahajovacím státu primárek. Jednalo se o zaměstnance politického akčního výboru (political action committee, PAC), typu organizace zřizované na podporu kandidáta. Již v roce 2012 O'Malley založil politický akční výbor nazvaný „O’ Say Can You See“, jehož hlavním posláním bylo shromažďování prostředků pro různé demokratické kandidáty, stejně tak i podpora dvou přímých marylandských iniciativ, legislativních návrhů v roce 2014. Roku 2015 se pak daný akční výbor stal O'Malleyho zázemím pro jím zvažovanou kampaň v primárkách. Kandidaturu oficiálně oznámil 30. května 2015 v marylandském Baltimoru. Po nepřesvědčivém výsledku v iowském kaukusu ji ukončil 1. února 2016.

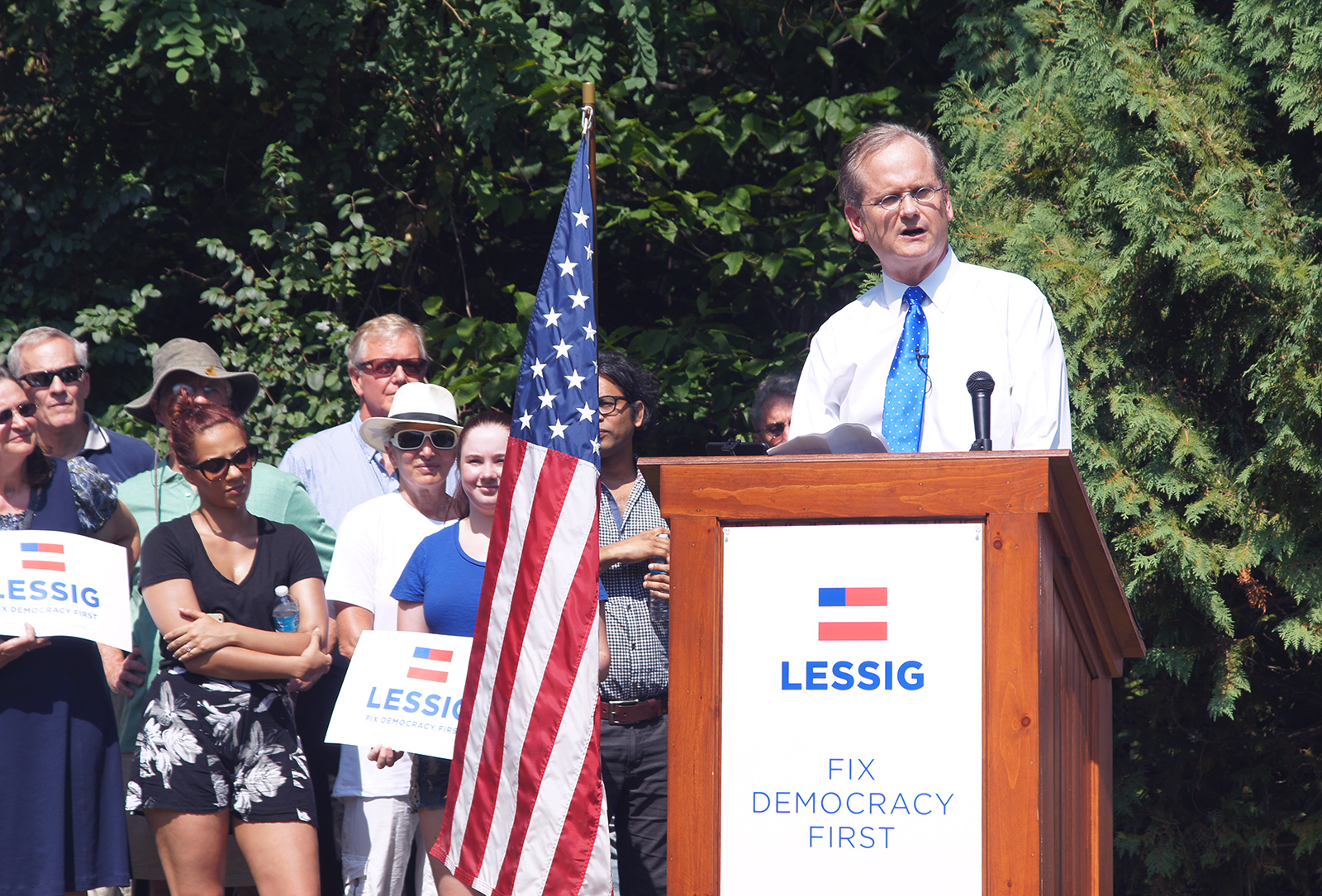
Profesor právní vědy Lawrence Lessig 9. září 2015 při oznámení kandidatury v newhampshirském Claremontu

Americký profesor právní vědy na Harvardově univerzitě Lawrence Lessig oznámil v srpnu 2015 nečekaný záměr vstoupit do boje o prezidentskou kandidaturu, pokud jím založená průzkumná komise shromáždí milion dolarů do svátku Dne práce, jenž se v daném roce slavil 7. září. Po dosažení tohoto cíle akademik oficiálně otevřel svou kampaň 9. září 2015 v newhampshirském Claremontu. Hlavní stan kampaně sídlil v massachusettském Cambridge.
Kandidaturu Lessig charakterizoval jako referendum o legislativních reformách financování volebních kampaní a volebního systému. Kampaň preferovala jediné téma a to restauraci demokracie prostřednictvím jeho návrhu nazvaného Citizen Equality Act (zákon občanské rovnosti), který byl spojen s reformou volebního systému. Ta měla s dalšími zákony minimalizovat praktiky gerrymanderingu a zajistit přístupnost volebního práva, respektive omezit překážky pro zákonné uplatňování tohoto práva. Stažení kandidatury oznámil 2. listopadu 2015 formou videoprohlášení. Uvedl, že vzhledem k tomu, že nebyl ve Spojených státech všeobecně známou osobou, nemohl dosáhnout jednoprocentní podpory alespoň ve třech celostátních průzkumech šest týdnů před první debatou, podpory – která byla požadována pro účast v debatách demokratických kandidátů.

## Kandidáti

### Kandidáti v hlavních průzkumech
Uvedeni jsou kandidáti v abecedním pořadí dle příjmení, kteří se objevili v pěti a více hlavních nezávislých průzkumech Spojených států, účastnili se všech televizních debat a fór, stejně tak figurují na hlasovacích lístcích všech unijních států a byli podpořeni superdelegáty.
K získání stranické nominace kandidáta na celostátním sjezdu bylo třeba dosáhnout hranice 2 383 delegátů.
| Kandidát           | Kandidát                           | poslední funkce                          | unijní stát | logo kampaně | zisk delegátů               | vyhrané státy |
| ------------------ | ---------------------------------- | ---------------------------------------- | ----------- | ------------ | --------------------------- | --- |
| Hillary Clintonová |                                    | 67. ministryně zahraničí USA (2009–2013) | New York    |              | zavázaní delegáti 2205/4051 | 34 AL, AR, AS, AZ, CA, CT, D.C., DE, FL, GA, GU, IA, IL, KY, LA, MA, MD, MO, MP, MS, NC, NJ, NM, NV, NY, OH, PA, PR, SC, SD, TN, TX, VA, VI |
| Hillary Clintonová | podpora superdelegátů 570.5/714    | 67. ministryně zahraničí USA (2009–2013) | New York    |              |                             | 34 AL, AR, AS, AZ, CA, CT, D.C., DE, FL, GA, GU, IA, IL, KY, LA, MA, MD, MO, MP, MS, NC, NJ, NM, NV, NY, OH, PA, PR, SC, SD, TN, TX, VA, VI |
| Hillary Clintonová | celkový počet delegátů 2775.5/4765 | 67. ministryně zahraničí USA (2009–2013) | New York    |              |                             | 34 AL, AR, AS, AZ, CA, CT, D.C., DE, FL, GA, GU, IA, IL, KY, LA, MA, MD, MO, MP, MS, NC, NJ, NM, NV, NY, OH, PA, PR, SC, SD, TN, TX, VA, VI |
| Bernie Sanders     |                                    | americký senátor za Vermont (od 2007)    | Vermont     |              | zavázaní delegáti 1846/4051 | 23 AK, CO, DA, HI, ID, IN, KS, ME, MI, MN, MT, NE, NH, ND, OK, OR, RI, UT, VT, WA, WI, WV, WY                                               |
| Bernie Sanders     | podpora superdelegátů 43.5/714     | americký senátor za Vermont (od 2007)    | Vermont     |              |                             | 23 AK, CO, DA, HI, ID, IN, KS, ME, MI, MN, MT, NE, NH, ND, OK, OR, RI, UT, VT, WA, WI, WV, WY                                               |
| Bernie Sanders     | celkový počet delegátů 1889.5/4765 | americký senátor za Vermont (od 2007)    | Vermont     |              |                             | 23 AK, CO, DA, HI, ID, IN, KS, ME, MI, MN, MT, NE, NH, ND, OK, OR, RI, UT, VT, WA, WI, WV, WY                                               |

### Další významní kandidáti
Kandidáti uvedení na hlasovacích lístcích alespoň ve třech státech
- Rocky De La Fuente, podnikatel z Kalifornie[65]
- Keith Russell Judd, bývalý vězeň z Texasu, kandidát již v období mezi 1996–2012[66]
- Willie Wilson, podnikatel a kandidát na starostu Chicaga v roce 2015 z Illinois[67][68][69]
- John Wolfe, Jr., advokát a opakovaný kandidát z Tennessee[66][70]

Kandidáti uvedení na hlasovacích lístcích v jediném státu
- Larry Cohen, kandidát z Chicaga v Illinois[71]
- Sam Sloan, šachový mistr z New York[66]
- Vermin Supreme, umělec a aktivista z Massachusetts[72][73]
- Paul T. Farrell Jr., advokát ze Západní Virginie[74]

Kandidáti nezpůsobilí k uvedení na hlasovacích lístcích v žádném státu (k březnu 2016)
- Jeff Boss, přívrženec konspirační teorie o útocích z 11. září 2001, kandidát z New Jersey, opakovaný uchazeč o úřad[75][76]
- Harry Braun, vědec z Arizony, kandidoval již v letech 2004 a 2012[77]
- Robby Wells, kandidát ze Severní Karolíny, bývalý trenér týmu amerického fotbalu Savannah State University; kandidát v roce 2012 za Reformní stranu a Státoprávní stranu[78][79]

### Odstoupení v průběhu primárek
| Kandidát        | narození                                 | poslední funkce                    | unijní stát | zahájení        | odstoupení    | logo kampaně | zdroj         |
| --------------- | ---------------------------------------- | ---------------------------------- | ----------- | --------------- | ------------- | ------------ | ------------- |
| Martin O'Malley | 18. ledna 1963 (53 let) Washington, D.C. | 61. guvernér Marylandu (2007–2015) | Maryland    | 30. května 2015 | 1. února 2016 |              | [ 53 ] [ 80 ] |

### Odstoupení před zahájením primárek
| Kandidát        | narození                                         | poslední funkce                          | unijní stát   | zahájení         | odstoupení        | logo kampaně | zdroj         |
| --------------- | ------------------------------------------------ | ---------------------------------------- | ------------- | ---------------- | ----------------- | ------------ | ------------- |
| Jim Webb        | 9. února 1946 (70 let) Saint Joseph Missouri     | americký senátor za Virginii (2007–2013) | Virginie      | 7. července 2015 | 20. října 2015    |              | [ 81 ] [ 82 ] |
| Lincoln Chafee  | 26. března 1953 (62 let) Providence Rhode Island | 74. guvernér Rhode Islandu (2011–2015)   | Rhode Island  | 3. června 2015   | 23. října 2015    |              | [ 83 ] [ 84 ] |
| Lawrence Lessig | 3. června 1961 (54 let) Rapid City Jižní Dakota  | profesor práva na Harvardu               | Massachusetts | 9. září 2015     | 2. listopadu 2015 |              | [ 57 ] [ 85 ] |

## Proces výběru

Hlasy voličů pro Clintonovou, Sanderse a další kandidáty

Demokratické primárky byly nepřímé volby, v nichž voliči volili a vybírali delegáty pro červencový celonárodní konvent ve Filadelfii, respektive část z celkového počtu delegátů, tzv. zavázané delegáty. Delegáti pak na sjezdu v přímé volbě hlasovali pro prezidentského kandidáta. V některých státech Unie pravidla delegátům umožňovala, aby nerespektovali  volbu voličů, a na konventu se rozhodli podle vlastního vědomí (nezavázané primárky a shromáždění). Naopak v jiných státech tamní legislativa a stranická pravidla požadovala, aby delegáti volili pouze kandidáta, kterého voliči vybrali (zavázané primárky a shromáždění).
V prezidentských demokratických primárkách bylo pro konvent určeno 4 051 zavázaných delegátů.
Demokratický národní výbor vydal zákaz, aby se primárky a shromáždění uskutečnily již v lednu 2016. Jejich průběh v únoru pak povolil pouze Iowě, New Hampshire, Jižní Karolíně a Nevadě. Pokud by státy tato pravidla porušily, čekal je postih ve snížení počtu zavázaných delegátů na polovinu a odebrání všech superdelegátů.
Kandidát, který v konkrétním státu nepřekročil hranici 15 % platných hlasů, ztratil nárok na zisk zavázaných delegátů.

### Superdelegáti
Nezavázaných delegátů, neboli tzv. superdelegátů, bylo určeno 715 delegátů. Vzhledem k možným úmrtím, odstoupením, výsledkům dopňujících stranických voleb a dalším okolnostem, mohl být konečný počet superdelegátů na sjezdu nižší. Supergelegáty tvořilo:
- 438 volených členů (s váhou 434 hlasů[p. 4]) Demokratického národního výboru (včetně předsedů a místopředsedů stranických buněk v každém unijním státu),
- 20 zasloužilých stranických vůdců, tvořených úřadujícím a bývalými prezidenty, viceprezidenty, bývalými vůdci Kongresu a Demokratického národního výboru,
- 193 demokratických kongresmanů, členů Sněmovny reprezentantů Spojených států (včetně delegátů bez hlasovacího práva z Kolumbijského distriktu a teritorií),
- 47 demokratických senátorů, členů Senátu Spojených států (včetně stínových senátorů za Kolumbijský distrikt, tj. ve skutečnosti v Kongresu nezasedajících),
- 21 demokratických guvernérů (včetně guvernérů teritorií a starosty Kolumbijského distriktu).

| Superdelegáti       | Superdelegáti | Superdelegáti | Superdelegáti | Superdelegáti | Superdelegáti | Superdelegáti |
|                     | vůdci         | guvernéři     | senátoři      | kongresmani   | členové DNV   | Celkem        |
| ------------------- | ------------- | ------------- | ------------- | ------------- | ------------- | ------------- |
| Hillary Clintonová  | 17            | 20            | 45            | 177           | 311½          | 570½          |
| Bernie Sanders      | 1             | 0             | 2             | 7             | 34½           | 44½           |
| Martin O'Malley     | 0             | 0             | 0             | 0             | 1             | 1             |
| nevyjádřili podporu | 2             | 1             | 0             | 7             | 86            | 96            |
| Celkem              | 20            | 21            | 47            | 191           | 433           | 712           |

## Harmonogram a výsledky primárek a stranických schůzí

### Průběh voleb

vítězství dle okresů

počet zavázaných delegátů podle států a teritorií pro sjezd

počet všech delegátů podle států a teritorií pro sjezd

| Datum v roce 2016 | stát/teritorium      | počet delegátů | počet delegátů | počet delegátů | typ                      | volební zisk         | volební zisk         | počet získaných delegátů                  | počet získaných delegátů                  | počet získaných delegátů                  | počet získaných delegátů                  | počet získaných delegátů                  | počet získaných delegátů                  | počet získaných delegátů                  | počet získaných delegátů                  | počet získaných delegátů                  |
| Datum v roce 2016 | stát/teritorium      | počet delegátů | počet delegátů | počet delegátů | typ                      | Clintonová           | Sanders              | Clintonová                                | Clintonová                                | Clintonová                                | Sanders                                   | Sanders                                   | Sanders                                   | nepřidělení                               | nepřidělení                               | nepřidělení                               |
| Datum v roce 2016 | stát/teritorium      | Z              | S              | C              | typ                      | Clintonová           | Sanders              | Z                                         | S                                         | C                                         | Z                                         | S                                         | C                                         | Z                                         | S                                         | C                                         |
| ----------------- | -------------------- | -------------- | -------------- | -------------- | ------------------------ | -------------------- | -------------------- | ----------------------------------------- | ----------------------------------------- | ----------------------------------------- | ----------------------------------------- | ----------------------------------------- | ----------------------------------------- | ----------------------------------------- | ----------------------------------------- | ----------------------------------------- |
| 1. února          | Iowa                 | 44             | 7              | 51             | polootevřené shromáždění | 700 SDE (49,9 %)     | 697 SDE (49,6 %)     | 23                                        | 6                                         | 29                                        | 21                                        | 0                                         | 21                                        | 0                                         | 1                                         | 1                                         |
| 9. února          | New Hampshire        | 24             | 8              | 32             | polouzavřené primárky    | 95 355 (37,7 %)      | 152 193 (60,1 %)     | 9                                         | 6                                         | 15                                        | 15                                        | 1                                         | 16                                        | 0                                         | 1                                         | 1                                         |
| 20. února         | Nevada               | 35             | 8              | 43             | uzavřené shromáždění     | 6 316 CD (52,6 %)    | 5 678 CD (47,3 %)    | 20                                        | 7                                         | 27                                        | 15                                        | 1                                         | 16                                        | 0                                         | 0                                         | 0                                         |
| 27. února         | Jižní Karolína       | 53             | 6              | 59             | otevřené primárky        | 272 379 (73,4 %)     | 96 498 (26,0 %)      | 39                                        | 5                                         | 44                                        | 14                                        | 0                                         | 14                                        | 0                                         | 1                                         | 1                                         |
| 1. března         | Alabama              | 53             | 7              | 60             | otevřené primárky        | 309 926 (77,8 %)     | 76 401 (19,2 %)      | 44                                        | 6                                         | 50                                        | 9                                         | 0                                         | 9                                         | 0                                         | 1                                         | 1                                         |
| 1. března         | Americká Samoa       | 6              | 5              | 11             | uzavřené shromáždění     | 162 (68,4 %)         | 61 (25,7 %)          | 4                                         | 4                                         | 8                                         | 2                                         | 1                                         | 3                                         | 0                                         | 0                                         | 0                                         |
| 1. března         | Arkansas             | 32             | 5              | 37             | otevřené primárky        | 146 057 (66,1 %)     | 66 236 (30,0 %)      | 22                                        | 5                                         | 27                                        | 10                                        | 0                                         | 10                                        | 0                                         | 0                                         | 0                                         |
| 1. března         | Colorado             | 66             | 12             | 78             | uzavřené shromáždění     | 49 789 (40,3 %)      | 72,846 (59,0 %)      | 25                                        | 9                                         | 34                                        | 41                                        | 0                                         | 41                                        | 0                                         | 3                                         | 3                                         |
| 1. března         | Georgie              | 102            | 15             | 117            | otevřené primárky        | 543 008 (71,3 %)     | 214 332 (28,2 %)     | 73                                        | 11                                        | 84                                        | 29                                        | 0                                         | 29                                        | 0                                         | 4                                         | 4                                         |
| 1. března         | Massachusetts        | 91             | 24             | 115            | polouzavřené primárky    | 606 822 (49,7 %)     | 589 803 (48,3 %)     | 46                                        | 21                                        | 67                                        | 45                                        | 1                                         | 46                                        | 0                                         | 2                                         | 2                                         |
| 1. března         | Minnesota            | 77             | 16             | 93             | otevřené shromáždění     | 73 510 (38,4 %)      | 118 135 (61,6 %)     | 31                                        | 12                                        | 43                                        | 46                                        | 2                                         | 48                                        | 0                                         | 2                                         | 2                                         |
| 1. března         | Oklahoma             | 38             | 4              | 42             | polouzavřené primárky    | 139 443 (41,5 %)     | 174 228 (51,9 %)     | 17                                        | 1                                         | 18                                        | 21                                        | 1                                         | 22                                        | 0                                         | 2                                         | 2                                         |
| 1. března         | Tennessee            | 67             | 8              | 75             | otevřené primárky        | 245 930 (66,1 %)     | 120 800 (32,5 %)     | 44                                        | 8                                         | 52                                        | 23                                        | 0                                         | 23                                        | 0                                         | 0                                         | 0                                         |
| 1. března         | Texas                | 222            | 29             | 251            | otevřené primárky        | 936 004 (65,2 %)     | 476 547 (33,2 %)     | 147                                       | 21                                        | 168                                       | 75                                        | 0                                         | 75                                        | 0                                         | 8                                         | 8                                         |
| 1. března         | Vermont              | 16             | 10             | 26             | otevřené primárky        | 18 338 (13,6 %)      | 115 900 (85,7 %)     | 0                                         | 5                                         | 5                                         | 16                                        | 5                                         | 21                                        | 0                                         | 0                                         | 0                                         |
| 1. března         | Virginie             | 95             | 13             | 108            | otevřené primárky        | 504 741 (64,3 %)     | 276 370 (35,2 %)     | 62                                        | 12                                        | 74                                        | 33                                        | 0                                         | 33                                        | 0                                         | 1                                         | 1                                         |
| 5. března         | Kansas               | 33             | 4              | 37             | uzavřené shromáždění     | 12 593 (32,3 %)      | 26 450 (67,7 %)      | 10                                        | 4                                         | 14                                        | 23                                        | 0                                         | 23                                        | 0                                         | 0                                         | 0                                         |
| 5. března         | Louisiana            | 51             | 8              | 59             | uzavřené primárky        | 221 733 (71,1 %)     | 72 276 (23,2 %)      | 37                                        | 6                                         | 43                                        | 14                                        | 0                                         | 14                                        | 0                                         | 2                                         | 2                                         |
| 5. března         | Nebraska             | 25             | 5              | 30             | uzavřené shromáždění     | 14 340 (42,9 %)      | 19 120 (57.1 %)      | 10                                        | 3                                         | 13                                        | 15                                        | 1                                         | 16                                        | 0                                         | 1                                         | 1                                         |
| 6. března         | Maine                | 25             | 5              | 30             | uzavřené shromáždění     | 1 232 SCD (35,5 %)   | 2 231 SCD (64,3 %)   | 8                                         | 4                                         | 12                                        | 17                                        | 1                                         | 18                                        | 0                                         | 0                                         | 0                                         |
| 1.–8. března      | zahraničí            | 13             | 4              | 17             | uzavřené primárky        | 10 689 (30,9 %)      | 23 779 (68,9 %)      | 4                                         | 2½                                        | 6½                                        | 9                                         | ½                                         | 9½                                        | 0                                         | 1                                         | 1                                         |
| 8. března         | Michigan             | 130            | 17             | 147            | otevřené primárky        | 581 775 (48,3 %)     | 598 943 (49,7 %)     | 63                                        | 13                                        | 76                                        | 67                                        | 0                                         | 67                                        | 0                                         | 4                                         | 4                                         |
| 8. března         | Mississippi          | 36             | 5              | 41             | otevřené primárky        | 187 334 (82,5 %)     | 37 748 (16,6 %)      | 31                                        | 3                                         | 34                                        | 5                                         | 2                                         | 7                                         | 0                                         | 0                                         | 0                                         |
| 12. března        | Severní Mariany      | 6              | 5              | 11             | uzavřené shromáždění     | 102 (54,0 %)         | 65 (34,4 %)          | 4                                         | 5                                         | 9                                         | 2                                         | 0                                         | 2                                         | 0                                         | 0                                         | 0                                         |
| 15. března        | Florida              | 214            | 32             | 246            | uzavřené primárky        | 1 101 414 (64,4 %)   | 568 839 (33,3 %)     | 141                                       | 24                                        | 165                                       | 73                                        | 2                                         | 75                                        | 0                                         | 6                                         | 6                                         |
| 15. března        | Illinois             | 156            | 27             | 183            | otevřené primárky        | 1 039 555 (50,6 %)   | 999 494 (48,6 %)     | 79                                        | 24                                        | 103                                       | 77                                        | 1                                         | 78                                        | 0                                         | 1                                         | 1                                         |
| 15. března        | Missouri             | 71             | 13             | 84             | otevřené primárky        | 312 285 (49,6 %)     | 310 711 (49,4 %)     | 36                                        | 11                                        | 47                                        | 35                                        | 0                                         | 35                                        | 0                                         | 2                                         | 2                                         |
| 15. března        | Severní Karolína     | 107            | 14             | 121            | polouzavřené primárky    | 622 915 (54,5 %)     | 467 018 (40,9 %)     | 60                                        | 9                                         | 69                                        | 47                                        | 2                                         | 49                                        | 0                                         | 3                                         | 3                                         |
| 15. března        | Ohio                 | 143            | 17             | 160            | polootevřené primárky    | 696 681 (56,1 %)     | 535 395 (43,1 %)     | 81                                        | 16                                        | 97                                        | 62                                        | 1                                         | 63                                        | 0                                         | 0                                         | 0                                         |
| 22. března        | Arizona              | 75             | 10             | 85             | uzavřené primárky        | 262 459 (56,3 %)     | 192 962 (41,4 %)     | 42                                        | 6                                         | 48                                        | 33                                        | 1                                         | 34                                        | 0                                         | 3                                         | 3                                         |
| 22. března        | Idaho                | 23             | 4              | 27             | otevřené shromáždění     | 5 065 (21,2 %)       | 18 640 (78,0 %)      | 5                                         | 1                                         | 6                                         | 18                                        | 2                                         | 20                                        | 0                                         | 1                                         | 1                                         |
| 22. března        | Utah                 | 33             | 4              | 37             | polootevřené shromáždění | 15 666 (20,3 %)      | 61 333 (79,3 %)      | 6                                         | 2                                         | 8                                         | 27                                        | 2                                         | 29                                        | 0                                         | 0                                         | 0                                         |
| 26. března        | Aljaška              | 16             | 4              | 20             | uzavřené shromáždění     | 2 146 (20,2 %)       | 8 447 (79,6 %)       | 3                                         | 1                                         | 4                                         | 13                                        | 1                                         | 14                                        | 0                                         | 2                                         | 2                                         |
| 26. března        | Havaj                | 25             | 9              | 34             | polouzavřené shromáždění | 10 125 (30,0 %)      | 23 530 (69,8 %)      | 8                                         | 5                                         | 13                                        | 17                                        | 2                                         | 19                                        | 0                                         | 2                                         | 2                                         |
| 26. března        | Washington           | 101            | 17             | 118            | otevřené shromáždění     | 7 140 LDD (27,1 %)   | 19 159 LDD (72,7 %)  | 27                                        | 11                                        | 38                                        | 74                                        | 0                                         | 74                                        | 0                                         | 6                                         | 6                                         |
| 5. dubna          | Wisconsin            | 86             | 10             | 96             | otevřené primárky        | 433 739 (43,1 %)     | 570 192 (56,6 %)     | 38                                        | 9                                         | 47                                        | 48                                        | 1                                         | 49                                        | 0                                         | 0                                         | 0                                         |
| 9. dubna          | Wyoming              | 14             | 4              | 18             | uzavřené shromáždění     | 124 SCD (44,3 %)     | 156 SCD (55,7 %)     | 7                                         | 4                                         | 11                                        | 7                                         | 0                                         | 7                                         | 0                                         | 0                                         | 0                                         |
| 19. dubna         | New York             | 247            | 44             | 291            | uzavřené primárky        | 1 133 980 (57,5 %)   | 820 256 (41,6 %)     | 139                                       | 41                                        | 180                                       | 108                                       | 0                                         | 108                                       | 0                                         | 3                                         | 3                                         |
| { 26. dubna       | Connecticut          | 55             | 16             | 71             | uzavřené primárky        | 170 045 (51,8 %)     | 152 379 (46,4 %)     | 28                                        | 15                                        | 43                                        | 27                                        | 0                                         | 27                                        | 0                                         | 1                                         | 1                                         |
| { 26. dubna       | Delaware             | 21             | 11             | 32             | uzavřené primárky        | 55 954 (59,8 %)      | 36 662 (39,2 %)      | 12                                        | 11                                        | 23                                        | 9                                         | 0                                         | 9                                         | 0                                         | 0                                         | 0                                         |
| { 26. dubna       | Maryland             | 95             | 24             | 119            | uzavřené primárky        | 573 242 (62,5 %)     | 309 990 (33,8 %)     | 60                                        | 17                                        | 77                                        | 35                                        | 1                                         | 36                                        | 0                                         | 6                                         | 6                                         |
| { 26. dubna       | Pensylvánie          | 189            | 19             | 208            | uzavřené primárky        | 935 107 (55,6 %)     | 731 881 (43,5 %)     | 106                                       | 19                                        | 125                                       | 83                                        | 0                                         | 83                                        | 0                                         | 1                                         | 1                                         |
| { 26. dubna       | Rhode Island         | 24             | 9              | 33             | polouzavřené primárky    | 52 749 (43,1 %)      | 66 993 (54,7 %)      | 11                                        | 9                                         | 20                                        | 13                                        | 0                                         | 13                                        | 0                                         | 0                                         | 0                                         |
| 3. května         | Indiana              | 83             | 9              | 92             | otevřené primárky        | 303 705 (47,5 %)     | 335 074 (52,5 %)     | 39                                        | 7                                         | 46                                        | 44                                        | 0                                         | 44                                        | 0                                         | 2                                         | 2                                         |
| 7. května         | Guam                 | 7              | 5              | 12             | uzavřené shromáždění     | 777 (59,5 %)         | 528 (40,5 %)         | 4                                         | 5                                         | 9                                         | 3                                         | 0                                         | 3                                         | 0                                         | 0                                         | 0                                         |
| 10. května        | Nebraska             | —              | —              | —              | uzavřené primárky        | 42 692 (53,1 %)      | 37 744 (46,9 %)      | nezávazné primárky bez přidělení delegátů | nezávazné primárky bez přidělení delegátů | nezávazné primárky bez přidělení delegátů | nezávazné primárky bez přidělení delegátů | nezávazné primárky bez přidělení delegátů | nezávazné primárky bez přidělení delegátů | nezávazné primárky bez přidělení delegátů | nezávazné primárky bez přidělení delegátů | nezávazné primárky bez přidělení delegátů |
| 10. května        | Západní Virginie     | 29             | 8              | 37             | polouzavřené primárky    | 86 914 (35,8 %)      | 124 700 (51,4 %)     | 11                                        | 6                                         | 17                                        | 18                                        | 2                                         | 20                                        | 0                                         | 0                                         | 0                                         |
| 17. května        | Kentucky             | 55             | 5              | 60             | uzavřené primárky        | 212 534 (46,8 %)     | 210 623 (46,3 %)     | 28                                        | 2                                         | 30                                        | 27                                        | 0                                         | 27                                        | 0                                         | 3                                         | 3                                         |
| 17. května        | Oregon               | 61             | 13             | 74             | uzavřené primárky        | 269 846 (42,1 %)     | 360 829 (56,2%)      | 25                                        | 7                                         | 32                                        | 36                                        | 3                                         | 39                                        | 0                                         | 3                                         | 3                                         |
| 24. května        | Washington           | —              | —              | —              | otevřené primárky        | 420 461 (52,4 %)     | 382 293 (47,6 %)     | nezávazné primárky bez přidělení delegátů | nezávazné primárky bez přidělení delegátů | nezávazné primárky bez přidělení delegátů | nezávazné primárky bez přidělení delegátů | nezávazné primárky bez přidělení delegátů | nezávazné primárky bez přidělení delegátů | nezávazné primárky bez přidělení delegátů | nezávazné primárky bez přidělení delegátů | nezávazné primárky bez přidělení delegátů |
| 4. června         | Panenské ostrovy     | 7              | 5              | 12             | uzavřené shromáždění     | 1 326 (87,12 %)      | 196 (12,88 %)        | 7                                         | 5                                         | 12                                        | 0                                         | 0                                         | 0                                         | 0                                         | 0                                         | 0                                         |
| 5. června         | Portoriko            | 60             | 7              | 67             | otevřené primárky        | 52 658 (59,7 %)      | 33 368 (37,9 %)      | 37                                        | 6                                         | 43                                        | 23                                        | 0                                         | 23                                        | 0                                         | 1                                         | 1                                         |
| 7. června         | Kalifornie           | 475            | 76             | 551            | polouzavřené primárky    | 2 745 302 (53,1 %)   | 2 381 722 (46,0 %)   | 254                                       | 66                                        | 320                                       | 221                                       | 0                                         | 221                                       | 0                                         | 10                                        | 10                                        |
| 7. června         | Montana              | 21             | 6              | 27             | otevřené primárky        | 55 805 (44,2 %)      | 65 156 (51,6 %)      | 10                                        | 5                                         | 15                                        | 11                                        | 1                                         | 12                                        | 0                                         | 0                                         | 0                                         |
| 7. června         | New Jersey           | 126            | 16             | 142            | polouzavřené primárky    | 566 247 (63,3 %)     | 328 058 (36,7 %)     | 79                                        | 12                                        | 91                                        | 47                                        | 2                                         | 49                                        | 0                                         | 2                                         | 2                                         |
| 7. června         | Nové Mexiko          | 34             | 9              | 43             | uzavřené primárky        | 111 334 (51,5 %)     | 104 741 (48,5 %)     | 18                                        | 9                                         | 27                                        | 16                                        | 0                                         | 16                                        | 0                                         | 0                                         | 0                                         |
| 7. června         | Severní Dakota       | 18             | 5              | 23             | otevřené shromáždění     | 106 SCD (25,6 %)     | 258 SCD (64,2 %)     | 5                                         | 1                                         | 6                                         | 13                                        | 1                                         | 14                                        | 0                                         | 3                                         | 3                                         |
| 7. června         | Jižní Dakota         | 20             | 5              | 25             | polouzavřené primárky    | 27 047 (51,0 %)      | 25 959 (49,0 %)      | 10                                        | 2                                         | 12                                        | 10                                        | 0                                         | 10                                        | 0                                         | 3                                         | 3                                         |
| 14. června        | Kolumbijský distrikt | 20             | 25             | 45             | uzavřené primárky        | 76 704 (78,0 %)      | 20 361 (20,7 %)      | 16                                        | 23                                        | 39                                        | 4                                         | 2                                         | 6                                         | 0                                         | 0                                         | 0                                         |
| Celkem            | Celkem               | 4 051          | 712            | 4 763          |                          | 16 847 084 (55,20 %) | 13 168 222 (43,14 %) | 2 205                                     | 570½                                      | 2 775½                                    | 1 846                                     | 43½                                       | 1 889½                                    | 0                                         | 97                                        | 97                                        |
| datum             | stát/teritorium      | Z              | S              | C              | typ                      | Clintonová           | Sanders              | Z                                         | S                                         | C                                         | Z                                         | S                                         | C                                         | Z                                         | S                                         | C                                         |
| datum             | stát/teritorium      | počet delegátů | počet delegátů | počet delegátů | typ                      | volební zisk         | volební zisk         | delegáti Clintonové                       | delegáti Clintonové                       | delegáti Clintonové                       | delegáti Sanderse                         | delegáti Sanderse                         | delegáti Sanderse                         | nepřidělení delegáti                      | nepřidělení delegáti                      | nepřidělení delegáti                      |